# Hypocrea placentula
Hypocrea placentula är en svampart som beskrevs av Grove 1885. Hypocrea placentula ingår i släktet svampdynor och familjen Hypocreaceae.   Inga underarter finns listade i Catalogue of Life.